# 岡部宣勝
岡部 宣勝（おかべ のぶかつ）は、江戸時代前期の武将・大名。通称は左京。美濃国大垣藩の第2代藩主、播磨国龍野藩主、摂津国高槻藩主、和泉国岸和田藩の初代藩主。官位は従五位下美濃守。岸和田藩岡部家2代。

## 生涯
岡部長盛の長男として誕生。
若い頃から智勇に優れ、慶長19年（1614年）の大坂冬の陣では父と共に出陣して天満口の戦いで武功を挙げた。翌年の大坂夏の陣においても出陣して武功を挙げる。寛永3年（1626年）、徳川家光の上洛に随行する。寛永9年（1632年）、父の死去により家督を継ぎ、父の最後の領知であった大垣藩の藩主となる。しかし3ヵ月後の翌年3月19日、播磨龍野藩へ移封された。寛永12年（1635年）3月には高槻城加番となり、翌年6月23日にその関係から高槻藩主として転身する。
寛永17年（1640年）9月11日、8800石加増の上で和泉岸和田藩主となる。しかし前領主の松平康重・松平康映らが重税を布いて悪政を行なっていたことから、松平氏が移封されて新たに領主となった宣勝に対して領民が強訴や一揆を起こそうと企てた。これに対して宣勝は武力は使わず、領民の代表者の意見や窮状をよく聞き、減税などを受け入れることで未然に一揆が起こることを防ぎ、善政に尽くした（ただし、「法は曲げられず」として代表者となった沼村の庄屋・川崎久左衛門は斬首された）。これにより、松平氏の悪政からかなり改善されたと言われている。
宣勝は岸和田城の石垣普請、城郭の整備などによる城の増築や社寺の建立、民政に尽力して藩制を確立した。寛文元年（1661年）10月27日、子の行隆に家督を譲って隠居し、以後は悠々自適の生活を過ごしながら寛文8年（1668年）10月19日に72歳で死去した。墓所は大阪府岸和田市の泉光寺。
藩制の確立や善政を布いたことから、名君と称された。また、徳川家光からの信任は特に厚く、宣勝が岸和田に配されたのは紀伊和歌山藩の紀州徳川家を抑えるためであったと言われている。

## 人物
若年時に茶の湯を古田織部に学んだ茶人であり、織部流「第一の門弟」と言われた（茶人系譜）。

## 系譜
- 父：岡部長盛（1568-1632）
- 母：洞仙院 - 徳川家康養女、松平康元の娘
- 正室：桑山元晴の娘
  - 長男：岡部行隆（1617-1688）
- 生母不明の子女
  - 次男：岡部高成
  - 三男：岡部豊明
  - 四男：直好
  - 五男：正敦
  - 六男：成俊
  - 女子：松平康映正室
  - 女子：佐姫 - 台嶺院、朽木稙昌正室
  - 女子：水野忠雅室 - のち内藤信全正室